# 封鏡伝奇 タオの虎
『封鏡伝奇 タオの虎』（ふうきょうでんき タオのとら）は、原作のぞみえるつきよ、作画たちばな真未の漫画。小学館の学年別学習雑誌『小学三年生』に2003年4月号から2004年3月号まで連載された。

## あらすじ
一馬と静馬は双子の兄弟。隣に引っ越してきたカンフー道場の一人娘・アキラとともに鏡の中の敵に立ち向かう！

## 書誌情報
学年誌連載終了後、単行本化はされていなかったが、2019年にスタジオ＋マイアディーガ名義で電子化。